# PFC 소치
PFC 소치는 러시아의 축구팀으로 현재 러시아 프리미어리그에 속해 있으며 소치를 연고로 하고 있다. 현재 홈 구장은 2014년 동계 올림픽과 2018년 FIFA 월드컵에 사용되었던 피시트 올림픽 스타디움이다.

## 역사
2018년 창단되었으며 2018년 소치로 온 FC 디나모 상트페테르부르크 구단을 기반으로 했다. 2019년 5월 11일 2018-19시즌 러시아 내셔널 풋볼 리그에서 최소 2위를 확보함에 따라 차기 시즌 러시아 프리미어리그 승격이 확정되었다. 이 팀이 러시아 프리미어리그 무대로 올라서는 것은 팀 창단 이후 처음 있는 일이다.

## 홈 구장
PFC 소치의 홈 구장은 4만명이 넘는 관중을 수용할 수 있는 피시트 올림픽 스타디움이다.

## 선수 명단

### 현역
참고: FIFA 자격 규정에 따라 소속된 국가대표팀 국기를 표시합니다. 선수는 복수의 FIFA 비회원국 국적을 가지고 있을 수 있습니다.
| 번호 | 포지션 | 국적       | 이름            |
| ---- | ------ | ---------- | --------------- |
| 9    | FW     | 카자흐스탄 | 아투 슈셰나체브 |

| 번호 | 포지션 | 국적 | 이름 |
| ---- | ------ | ---- | ---- |

## 역대 감독
| 감독              | 임기        |
| ----------------- | ----------- |
| 쿠르반 베르디예프 | 2022 ~ 2023 |
| 로베르트 모레노   | 2023 ~      |

## 수상
- 러시아 내셔널 풋볼 리그 준우승: 2018-19

틀:PFC 소치 선수 명단